# Палм-Айленд (Аруба)
Палм-Айленд (англ. Palm Island) — невеликий приватний острів недалеко від Аруби (Королівство Нідерландів), туристична пам'ятка.
Острів лежить за 5 хв їзди на поромі від Аруби. Має невеликий пляж та аквапарк.
Пляжна зона тягнеться на невелику відстань в океан. Для безпеки відпочивальників заборонено плавання на великі відстані.
Одни із основних напрямків діяльності на острові — снорклінг, оскільки тут мешкають багато видів риб Аруби, зокрема, блакитна риба-папуга. На острові заборонено ловити рибу або вбивати диких тварин. Завдяки цьому суворому правилу, риби на мілководді плавають біля людей і не бояться їх.